# Slide Hampton
Slide Hampton (all'anagrafe: Locksley Wellington Hampton) (Jeannette, 21 aprile 1932 – Orange, 18 novembre 2021) è stato un trombonista e compositore statunitense.
È considerato uno dei più grandi trombonisti di tutti i tempi.

## Biografia
Nato in una famiglia che contava 12 figli (e tutti musicisti), già a vent'anni suonava con la prestigiosa orchestra di Buddy Johnson, per poi passare in quella di Lionel Hampton, nel 1956. Nel 1959 fu l'arrangiatore della big band di Maynard Ferguson, collaborando nel frattempo con tutti i più grandi musicisti della sua generazione, come Dizzy Gillespie, Art Blakey, Max Roach, Clifford Brown, Barry Harris ecc. Nel 1962 fondò il suo primo ottetto con Freddie Hubbard e George Coleman fra gli altri, raggiungendo grande notorietà e registrando per la Atlantic e per la Columbia. Nel 1968 è nella big band di Woody Herman, con cui avrà la possibilità di fare un tour in Europa, continente che lo affascinerà e in cui deciderà di rimanere per un po' di tempo. Torna negli Stati Uniti solo nel 1972 e nel 1977 dà vita allo Slide Hampton and his World of Trombones un gruppo comprendente ben 9 tromboni nella sezione fiati e guida, insieme a Jimmy Heath, il gruppo Continuum, che celebra le composizioni di Tadd Dameron. Nella sua carriera ha collaborato con artisti di tutti i generi come Diana Ross, Pierre Van Dormael, Dizzy Gillespie, Curtis Fuller, Melba Liston, Albert Mangelsdorff, Steve Turre, Monty Alexander, Martial Solal, Joachim Kühn, James Newton, Pharoah Sanders, John Surman, Barre Phillips, Charles Mingus, Philly Joe Jones e Stu Martin. 
Molto importante è il suo sodalizio con la cantante Dee Dee Bridgewater, lavorando per la quale riceve nel 2005 un Grammy Award. Slide Hampton è stato inoltre arrangiatore ufficiale della Carnegie Hall Orchestra di New York.

## Discografia Selezionata
- 2003 - Spirit of the Horn - MCG Jazz
- 2003 - Jazz Matinee - Hanssler
- 2002 - Slide Plays Jobim
- 1999 - Inclusion - Sound Hills
- 1993 - Dedicated to Diz - Telarc
- 1982 - Roots - Criss Cross
- 1979 - World of Trombones - West 54
- 1962 - Explosion! The Sound of Slide Hampton - Atlantic
- 1962 - Jazz in Paris: Exodus - Verve International
- 1962 - Drum Suite - Epic
- 1961 - Two Sides of Slide Hampton - Charlie Parker
- 1960 - Sister Salvation - Atlantic
- 1959 - Slide Hampton and His Horn of Plenty - Strand